# باران تویی
باران تویی نام اولین آلبوم استودیویی گروه چارتار است که در بهمن ۱۳۹۲ و با شماره مجوز ۵۸۶۷–۹۲ عرضه شد. «آرمان گرشاسبی» خواننده، «آرش فتحی» آهنگساز، «احسان حائری» ترانه سرا و «آیین احمدی‌فر» تنظیم کننده، از اعضای این گروه‌اند.

## فهرست آهنگ‌ها
متن همهٔ ترانه‌ها توسط احسان حائری نوشته و موسیقی همهٔ آنها توسط آرش فتحی ساخته شده‌است.
| شماره      | نام                            | مدت   |
| ---------- | ------------------------------ | ----- |
| ۱.         | «آشوبم»                        | ۴:۵۲  |
| ۲.         | «مرا به خاطرت نگه‌دار»          | ۳:۲۶  |
| ۳.         | «هندسه» (کمانچه:بهزاد حسن‌زاده) | ۴:۱۱  |
| ۴.         | «باران تویی»                   | ۳:۵۲  |
| ۵.         | «زن دیوانه»                    | ۳:۵۰  |
| ۶.         | «کلاغ»                         | ۳:۴۲  |
| ۷.         | «عاشقانه تنهاست»               | ۳:۵۰  |
| ۸.         | «حرفی بزن»                     | ۳:۴۳  |
| ۹.         | «خوشا به من»                   | ۳:۰۶  |
| ۱۰.        | «شبیه یک مرداب»                | ۳:۴۸  |
| ۱۱.        | «در حسرت ماه»                  | ۴:۰۰  |
| ۱۲.        | «قطار (چارتار)»                | ۴:۰۲  |
| مجموع مدت: | مجموع مدت:                     | ۴۶:۰۰ |

## تیزر آلبوم
تیزر این آلبوم توسط امید بنکدار و کیوان علی‌محمدی ساخته شده‌است. بازیگر اصلی این تیزر مهناز افشار است که برخی از اشعار این آلبوم روی صورت وی خطاطی می‌شود.

## دستاوردها
- بهترین آلبوم تلفیقی سال ۱۳۹۲ به انتخاب مردم در جشنواره سالانه موسیقی ما[۳]
- بهترین قطعهٔ تلفیقی سال ۱۳۹۲ به انتخاب مردم در جشنواره سالانه موسیقی ما، برای قطعهٔ چهارم آلبوم (باران تویی)

## کنسرت‌ها
دو هفته پس‌از انتشار آلبوم، اولین کنسرت گروه چارتار با اجرای قطعاتی از این آلبوم در اریکه ایرانیان برگزار شد، پس از آن گروه چارتار کنسرت‌های متعددی را در شیراز، اهواز، لاهیجان، کردستان و انزلی برگزار کرد که با استقبال خوب مخاطبان روبرو شد. همچنین قطعاتی از این آلبوم در جشنواره موسیقی فجر اجرا شد.